# 긴꼬리산악쥐
긴꼬리산악쥐(Niviventer rapit)는 쥐과에 속하는 설치류의 일종이다. 보르네오섬의 토착종이다. 인도네시아와 말레이시아에서 발견된다. 해발 940~3,360m에서 서식한다. 거의 알려진 정보가 없지만 숲과 관목 지대에서 서식하는 것으로 추정된다.